# Michel Cazin
Pour les articles homonymes, voir Cazin.
Aristide Jean Marie Michel Cazin, né à Paris le 12 avril 1869 et mort à Boulogne-sur-Mer le 1er février 1917, est un sculpteur, graveur, céramiste et médailleur français.

## Biographie
Michel Cazin est le fils unique et l'élève du peintre Jean-Charles Cazin et de l'artiste peintre et sculpteur Marie Cazin née Guillet.
Il expose de 1884 à 1889 au salon de la société des artistes français, où il reçoit en 1888 une mention honorable (dessin et gravure) et gagne une bourse de voyage (gravure en médailles), puis au salon de la société nationale des beaux-arts, dont il est sociétaire à partir de 1893.
À partir de 1891, il travaille presque exclusivement en tant que céramiste, afin d'exploiter des terrains argileux disponibles
Médailleur mais aussi peintre et céramiste comme son père et sculpteur comme sa mère, le jeune artiste est déjà distingué lors de l'Exposition universelle de 1889 (nouvelle mention honorable pour une gravure), et de l'Exposition universelle de 1900, où il expose dans la section Industrie. Lors de ce dernier évènement, il a présenté une très grande vitrine avec ses réalisations.
Puis il est jury aux expositions de Liège, Bruxelles, Anvers, Saint-Pétersbourg, Saint-Louis, Munich, Londres ou Amsterdam.
Michel Cazin est mobilisé en 1914 lorsque se déclenche la première guerre mondiale. Mobilisé comme garde-voie, il est affecté à Dunkerque.
Il meurt le 1er février 1917 lors de l'explosion accidentelle du torpilleur Rafale ancré au port de Boulogne,. Il est considéré comme mort pour la France. Sa femme, l'artiste peintre, décoratrice, auteure d'objets en cuir, argent, cuivre, Berthe Cazin, née Marie Berthe Yvart, qui l'accompagnait, est grièvement blessée au visage, et quasi aveugle après un décollement de rétine.
Berthe Yvart (Boulogne-sur-Mer 16 août 1872- Sèvres 1er juin 1971) a été peintre, céramiste, orfèvre. Élève de Jean-Charles Cazin, elle épouse son fils Michel.
Berthe Cazin a exposé au salon de la société nationale des beaux-arts, notamment en 1913 quelques peintures Famille de terriens, Flandre occidentale, Campagne saline.
Elle a principalement effectué des œuvres de décoration (ornements de fruits, fleurs, feuilles, branches stylisées), vases, assiettes. Elle travaille la céramique, le métal martelé ou repoussé, le cuivre, l'argent, le cuir, l'écaille, etc.
Des réalisations de Berthe Cazin sont conservées dans des musées parisiens : Musée d'Orsay, Musée des Arts décoratifs, Sèvres - Manufacture et Musée nationaux.

## Œuvres
La variété des réalisations et des techniques utilisées, et maîtrisées, demeure une caractéristique de son œuvre.
- Michel Cazin a réalisé une série de portraits-médailles : Pierre-Marie Leprêtre, Hyacinte Petit, Coquelin cadet, Hippolyte Adam, Mme B. Cazin, etc[11].
- Il exécute également des médailles commémoratives dont celle de l'orphelinat des arts, médaille offerte à Puvis de Chavannes pour ses 70 ans[4], ou encore des plaquettes telles que Résignée[11].
- En tant que sculpteur, il expose en 1906 le buste de Mlle Yvart, et en 1907 Sakountala[11].

- De nombreuses médailles sont conservées à Paris au musée d'Orsay[12].
- Céramiste, il suit les traces de son père, plusieurs de ses vases sont décorés de motifs, empruntés à la faune ou à la flore, modelés en relief ou peints à plat[11].
- Michel Cazin a encore reproduit à l'eau-forte des tableaux de maîtres, comme L'après-dînée à Ornans de Gustave Courbet[11], La Famille d'après Hans Holbein le Jeune, ou encore des Portraits, d'après Rembrandt[4].
- On trouve encore de lui des gravures originales de paysages, Le Mont Saint-Michel (1910), ainsi que des portraits à la pointe sèche et à l'eau-forte[11].

## Distinctions
- Titulaire des palmes académiques en 1890[3].
- Nommé chevalier de la Légion d'honneur par décret du Ministre de l'Instruction publique du 16 août 1900[13].